# Consuelo Triviño Anzola
Consuelo Triviño Anzola (Bogotá, 1956) es una narradora y ensayista colombiana, que también posee la nacionalidad española, autora de una novela importante y significativa en la narrativa colombiana moderna, como es Prohibido salir a la calle. Su más reciente novela es Ventana o pasillo, publicada por Seix-Barral.

## Trayectoria
Formada en la Universidad Nacional de Colombia, doctorada en Filología por la Universidad Complutense de Madrid con una tesis sobre el modernista José María Vargas Vila. Ha ejercido como profesora universitaria tanto en Colombia (Universidad Nacional) como en España (Universidad de Cádiz). Desde 1997 estuvo vinculada al Instituto Cervantes.
Ha publicado numerosos artículos y reseñas de libros en revistas de prestigio como Nueva Estafeta Literaria, Cuadernos Hispanoamericanos y Quimera, el suplemento cultural ABCD las Artes y de las Letras del diario ABC, el suplemento cultural del diario El País, Babelia, Hispamérica y otras publicaciones. Ha publicado numerosos artículos de temas relacionados con la literatura hispanoamericana en revistas especializadas, en volúmenes colectivos y en actas de congresos. Reside en Madrid desde 1983.
Su obra narrativa ha sido valorada por la más exigente crítica literaria. Sus primeros cuentos fueron estudiados por Jorge Urrutia en el artículo "La prehistoria de Consuelo Triviño". El escritor Darío Ruiz Gómez ha señalado su aporte al proceso de la narrativa en su país, en un texto en el que da cuenta del conjunto de su obra. Julio Ortega, de la Universidad de Brown, subraya la alta calidad de su prosa y su tersa escritura con motivo de la novela "La semilla de la ira" (2008), inspirada en el polémico escritor colombiano José María Vargas Vila. Dasso Saldívar presenta el siguiente balance la misma: «[...] con el tiempo estas memorias del Divino Iracundo, vividas vicariamente por Consuelo Triviño Anzola, quedarán tal vez como la mejor novela de Vargas Vila y una de las obras mejor escritas y narradas de la literatura colombiana y latinoamericana». Escrita en clave modernista, esta novela da cuenta de la belle èpoque hispanoamericana, lo que señaló en el momento de su publicación el escritor William Ospina: «La semilla de la ira, es una larga, serena y sostenida obra de arte. [la autora] No se ha tomado simplemente el trabajo de leer y de estudiar a su personaje, se ha posesionado de su existencia con una pasión, una sobriedad, una profundidad y una belleza pocas veces vistas en nuestra literatura. Este libro en torno a Vargas-Vila es un libro grande, elocuente, argumentado, sabio, que no sólo nos entrega el alma de un hombre sino el tono de toda una época y muchas claves del destino de nuestro continente». Es también autora de libros de ensayo y biografía sobre Cervantes, José Martí, Germán Arciniegas y Vargas Vila, del que, tras larga investigación, publicó su diario perdido.
Prohibido salir a la calle, su primera novela (publicada por la editorial Planeta de Colombia, en 1998, reeditada varias veces, la última en Seix-Barral, 2022), ya fue calificada como una de las mejores colombianas. En ella que se aborda la infancia desde los ojos de una niña, en la Bogotá de finales de los sesenta y principios de los setenta. La obra, de la que se ha ocupado Helena Usandizaga, de la Universidad Autónoma de Barcelona, no solo es un referente de la novela de formación, sino del proceso de cambios sufridos en la ciudad de Bogotá, como señalaba Álvaro Bernal en su tesis doctoral. Prohibido salir a la calle, que cuenta con varias ediciones y es estudiada en distintas universidades. Paradigma de novela urbana, ha sido valorada por la crítica literaria internacional. Esta obra fue elegida por la revista Semana entre las veinticinco mejores novelas de las últimas décadas en Colombia. Con motivo de los veinte años de la aparición de esta primera novela, la editorial Mirada Malva publicó un volumen homenajes, con ensayos de varios autores, bajo el título No era fácil callar a los niños, que es la primera frase de la obra.
La segunda novela de Consuelo Triviño, "La semilla de la ira", hace revivir a un personaje del modernismo hispanoamericano, gran polemista y éxito de venta en su época, José María Vargas Vila, quien se supone aquí que narra su travesía desde que llegó a Europa hasta su gira americana, antes de regresar a Barcelona donde murió. "La semilla de la ira" se publicó en 2008 en la editorial Seix Barral, en Colombia. Fue uno de los libros más vendidos en la Feria Internacional del Libro de Bogotá ese último año y ha gozado de una excelente valoración crítica.  
Su novela "Una isla en la luna" (2009) ha llamado la atención de la crítica Helena Araújo quien destaca cómo la autora rompe con las convenciones del realismo, recurriendo a la autorreflexión y a la fragmentación para desmotar la identidad de unos personajes, hijos de las reivindicaciones de mayo del sesenta y ocho, con sus discursos ideológicos tendenciosos.
En 2018 publicó "Transterrados", una novela sobre la emigración latinoamericana a España, en la que el testimonio se une a una trama de corte policíaco. 
En 2021 publicó en Seix Barral de Colombia su novela "Ventana o pasillo", que puede considerarse como una obra de autoficción.
Los cuentos de Consuelo Triviño Anzola, recogidos en distintas antologías y traducidos a otras lenguas, han despertado el interés de distintos especialistas. José Manuel Camacho Delgado de la Universidad de Sevilla ha dedicado un capítulo de su libro "Magia y desencanto en la narrativa Colombiana" a los cuentos de "La casa imposible" y José Cardona López, de Middlebury College, también se ha ocupado detenidamente de este libro.

## Premios
- Concurso Nacional de libro de cuentos de la Universidad del Tolima (Colombia), 1976
- Finalista del Premio de novela Eduardo Caballero Calderón, 1996

## Obras publicadas

### Cuento
- Siete relatos, 1981
- El ojo en la aguja, 2000 y 2019
- La casa imposible, 2005
- La letra herida, 2012
- Extravíos y desvaríos, 2013
- Todo es cuento, 2024

### Antologías y ediciones
- Diario secreto, selección de textos comentada del Diario de J. Mª. Vargas Vila, 1989
- José María Vargas Vila, selección de textos con introducción de la autora, 1991
- Norte y sur de la poesía iberoamericana, antología, 1997
- Germán Arciniegas, estudio crítico, 1999

### Novela
- Prohibido salir a la calle, 1997, reeditado en 2022
- La semilla de la ira, 2008, reeditado en 2013
- Una isla en la luna, 2009
- Transterrados, 2018, reeditado en 2019
- Ventana o pasillo, 2021

### Ensayo
- Pompeu Gener y el Modernismo, 2000

### Biografía
- José Martí, amor de libertad, 2004
- Cervantes, 2013

### En coautoría
- La mujer en el "origen del hombre", escrito con María de los Ángeles Querol, 2004